# Tsarat de Russie
Pour les articles homonymes, voir Russie (homonymie).
1547–1721
(174 ans)
Entités précédentes :
- Grande-principauté de Moscou

Entités suivantes :
- Empire russe

Le tsarat de Russie (en russe : Царство Русское, Tsarstvo Rousskoïe), ou tsarat de Moscou (Московское царство, Moskovskoïé tsarstvo), ou encore royaume de Russie, fut le régime politique en vigueur en Russie de 1547 à 1721.

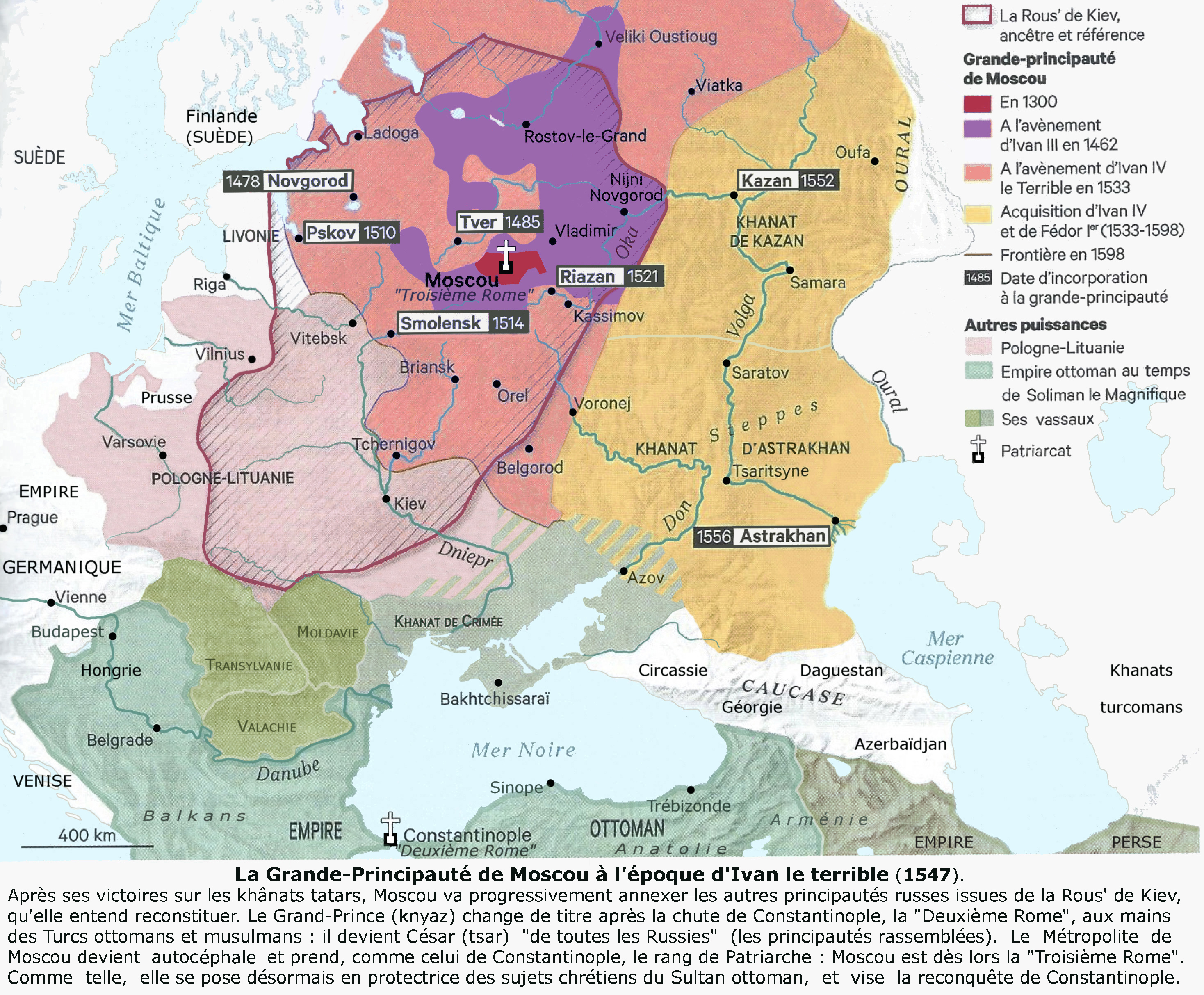
La Grande-principauté de Moscou et son expansion territoriale aux, en prélude au Tsarat de Russie.

## « Tsarat », « knésat » ou « État »?
La terminologie russe emploie pour cette période les dénominations de Русское царство (« Tsarat russe »), Русское князьство (« Knésat russe ») ou Ру́сское госуда́рство (État russe) selon que l'auteur se réfère au titre de tsar acquis par les souverains russes au début du XVIe siècle, à celui de knèze qu'ils avaient antérieurement, ou bien simplement à l'histoire de la Russie moscovienne avant l'Empire,. La montée en puissance de la grande-principauté de Moscou en train de rassembler sous son sceptre les autres États russes (d'où le titre de tsar de toutes les Russies) amena les princes moscovites à se poser en successeurs des empereurs byzantins, leur capitale prenant la suite de la « deuxième Rome » Constantinople pour devenir la « Troisième Rome ». À cet effet, Ivan III avait épousé Sophie Paléologue, nièce du dernier empereur byzantin, et la cour de Moscou adopta le cérémonial byzantin, les rituels, les titres et l'aigle bicéphale qui figure à nouveau sur les armoiries de la Russie depuis la dislocation de l'URSS.

## Début du règne d'Ivan IVle Terrible
Ivan IV devint grand-prince de Moscou en 1533 à l'âge de 3 ans. Les familles Chouiski et de Belski étaient rivales pour le contrôle de la régence jusqu'à l'accession au trône d'Ivan IV en 1547. Il fut couronné tsar (« césar ») selon un rituel inspiré par celui des empereurs byzantins. Avec l'aide de boyards (nobles), il commença son règne, dans les années 1550, par la promulgation d'un nouveau code juridique, et une réorganisation de l'armée et de l'administration locale. Puis il œuvra pour que le patriarcat œcuménique de Constantinople reconnaisse celui de Moscou comme « patriarcat autocéphale de toutes les Russies », en s'appuyant sur l'argumentation de Philothée de Pskov qui avait fait valoir que depuis la chute de Constantinople aux mains de l'Empire ottoman en 1453 et la soumission des principautés danubiennes dont les hospodars durent payer tribut au sultan turc, le tsar de Russie restait le seul monarque orthodoxe souverain, et le seul défenseur légitime des chrétiens orthodoxes.
Ivan IV fut surnommé le Terrible : bien qu'intelligent et énergique, il souffrait de crises de paranoïa et de dépressions, et son règne fut ponctué par des actes de violence. Mais il acquit ainsi un statut international pour son État, désormais reconnu comme « Tsarat » et puissance à part entière, même si des commentateurs occidentaux le classaient encore parmi les « États grecs ».

### La politique étrangère d'Ivan IVle Terrible
La Russie était une société peu connue en Europe occidentale jusqu'à ce que le baron Sigismond de Herberstein publie, en 1549, ses Rerum Moscoviticarum Commentarii (littéralement Notes sur les affaires moscovites). Dans les années 1630, le tsarat russe fut visité par Adam Olearius, dont les écrits furent traduits et diffusés dans toutes les principales langues d'Europe.
De plus amples informations sur la Russie furent diffusées par des marchands anglais et néerlandais. L'un d'entre eux, Richard Chancellor, navigua en mer Blanche en 1553 et par voie de terre continua jusqu'à Moscou. À son retour en Angleterre en 1554, la Compagnie de Moscovie fut formée par une charte de franchises signée par le roi Philippe II et la reine Marie Ire. Ivan IV utilisa ces marchands pour échanger des lettres avec Élisabeth Ire.

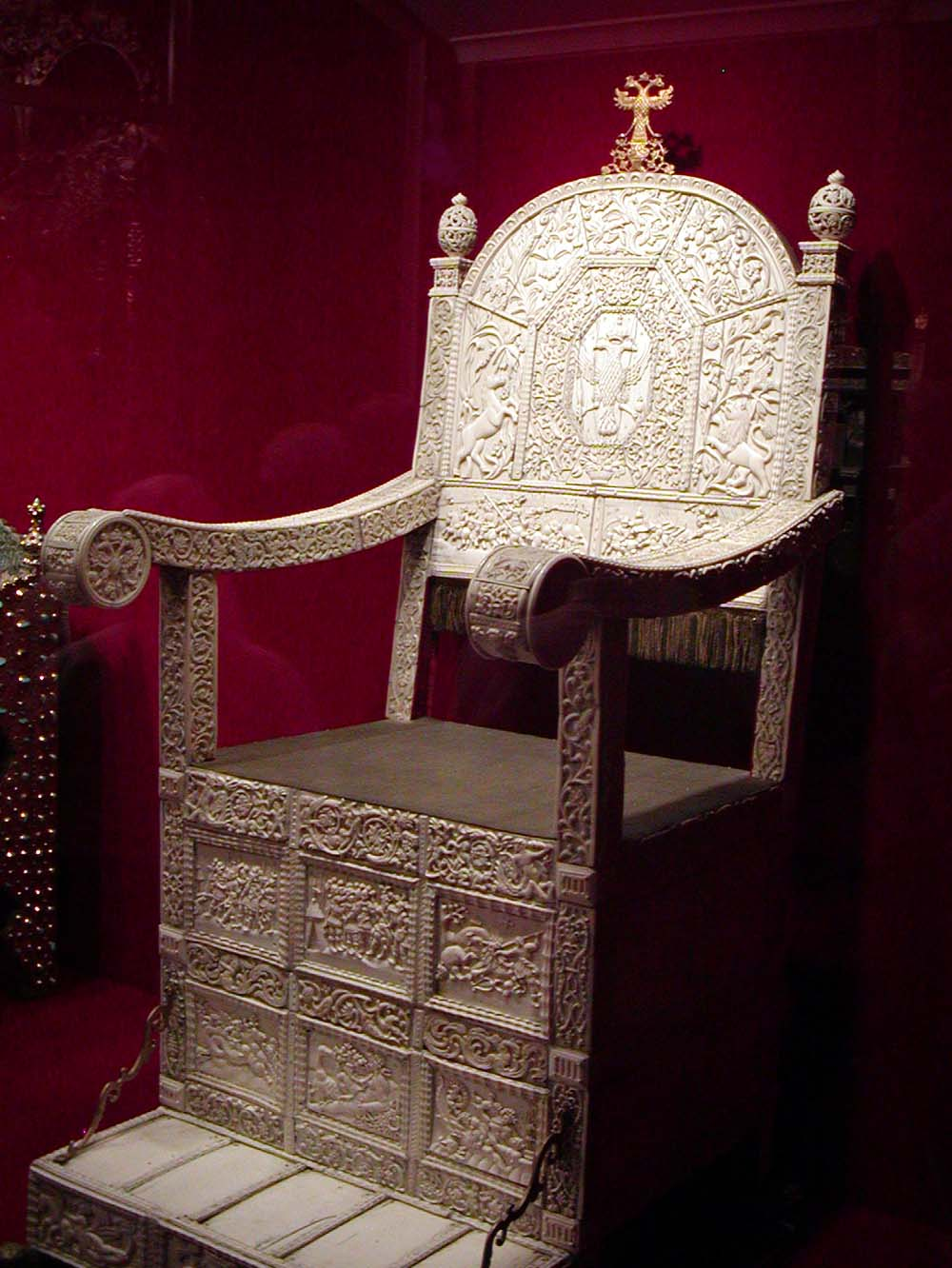
Trône d'ivoire d'Ivan IV.

Malgré les troubles intérieurs de 1530 à 1540, la Russie continua son expansion militaire. Ivan vainquit et annexa le khanat de Kazan en 1552 et un peu plus tard, le khanat d'Astrakhan. Ces victoires transformèrent la Russie en un État pluri-ethnique et multi-confessionnel. Le pays s'étendait alors tout le long de la Volga avec un accès facilité à la Sibérie et à l'Asie centrale.
L'expansion vers la mer Baltique s'avérait beaucoup plus difficile car cette région était aux mains d'états prospères, bien armés et puissants : Union polono-lituanienne, Suède et Danemark. En 1558, Ivan envahit la Livonie par la guerre de Livonie qui dura vingt-cinq ans. En dépit de succès occasionnels, l'armée d'Ivan fut repoussée ce qui ne lui permit pas d'avoir une position stable sur la mer Baltique.
Dans l'espoir de tirer profit des difficultés de la guerre de Livonie, le khan tatar de Crimée, Devlet Ier Giray, envahit le Tsarat de Russie avec pas moins de 120 000 cavaliers, s'aventurant jusque dans la région de Moscou. À la bataille de Molodi il subit une défaite qui mit un terme à ses incursions vers le nord, mais pendant des décennies, la Horde Nogaï et le khanat de Crimée menèrent des raids et des pillages sur la Russie, pour leur commerce d'esclaves.

## L'opritchnina
Ivan développa une hostilité à l'égard de ses conseillers, du gouvernement, et des boyards. En 1565, la Russie fut divisée en deux parties : son domaine privé (l'opritchnina) et le ziemchtchina, les régions qui conservent leurs anciennes administrations. Pour son domaine privé, Ivan choisit quelques-uns des plus prospères et des importants districts de la Russie, en essayant de réduire l'influence des boyards dans ces zones. Des commerçants, et des gens communs furent exécutés ou eurent leurs terres et leurs biens confisqués. Cette décennie de terreur aboutit en 1570 au massacre de Novgorod.
À la suite de la politique de l'opritchnina, Ivan avait brisé le pouvoir économique et politique des principales familles de boyards, ce qui avait réduit le nombre de personnes capables de gérer et d'organiser le tsarat. Le commerce déclina, et les paysans, confrontés à d'importantes taxes et à des menaces de violence, quittèrent la Russie. La mobilité des paysans fut réduite en les liant à leurs terres par le biais du servage. En 1572, Ivan abandonna finalement la politique d'opritchnina.

## Les temps des troubles

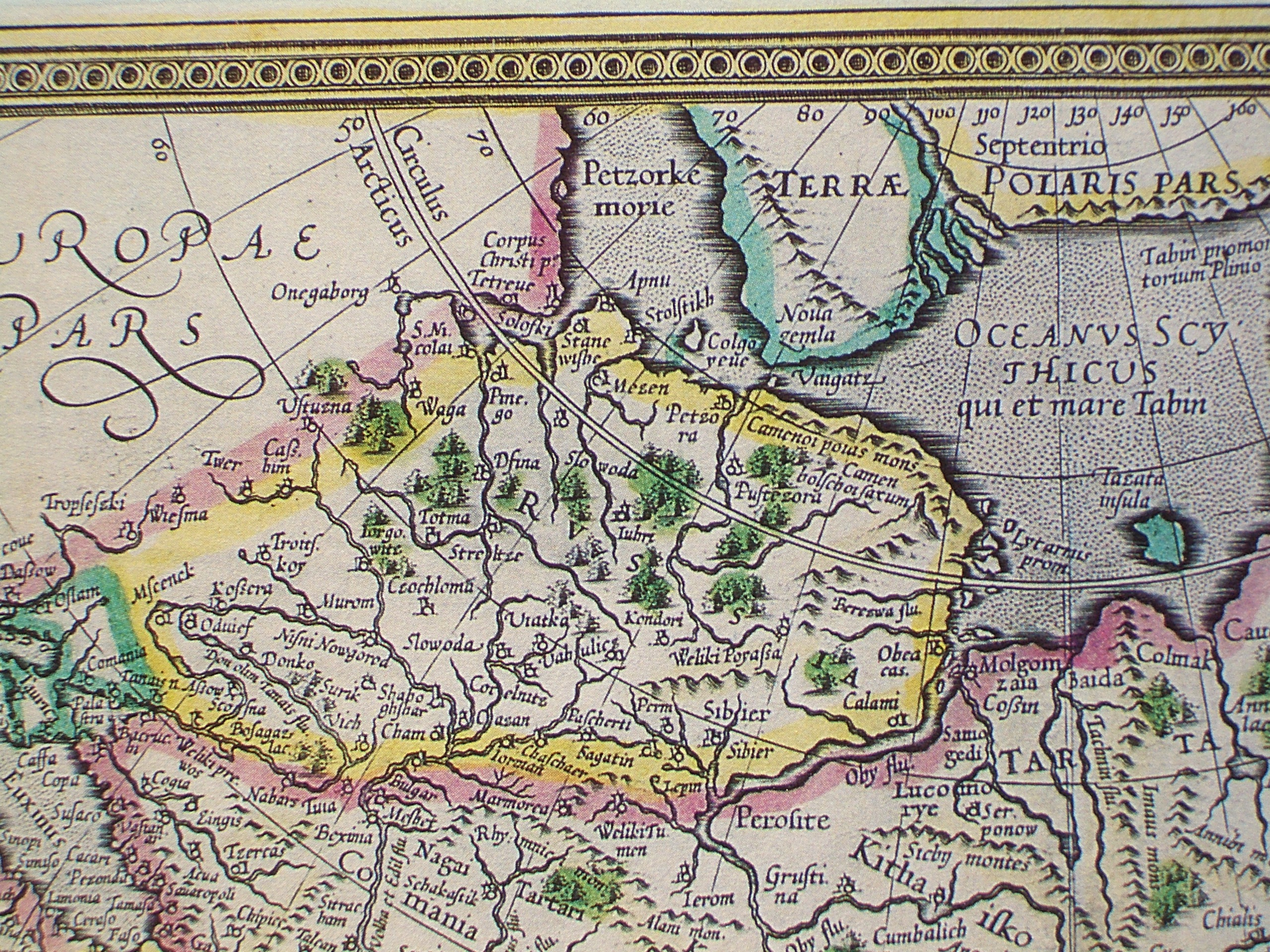
Carte du Tsarat de Russie des années 1590.

Ivan IV eut pour successeur son fils Fédor Ier, qui était mentalement déficient. Le boyard Boris Godounov dirigea le pays à sa place, il est notamment connu pour avoir supprimé la possibilité pour les serfs de changer de propriétaires et de terres, pendant deux semaines à la fin novembre. L'événement le plus important du règne de Fédor Ier fut la proclamation du patriarcat de Moscou en 1589. La création du patriarcat marque le point culminant de l'évolution distincte et indépendante de l'Église orthodoxe russe.
En 1598, Fédor mourut sans héritier, mettant fin à la dynastie des Riourikides. Boris Godounov convoqua alors une Zemski sobor, une assemblée de boyards, de représentants de l'église et de roturiers, qui le proclama tsar. Des mauvaises récoltes à grande échelle entraînèrent une famine entre 1601 et 1603 et créèrent un mécontentement qui favorisa l'arrivée au pouvoir de l'usurpateur Dimitri II, qui prétendait être le fils d'Ivan IV, mort en 1591. Il gagna le soutien de la Pologne et marcha vers Moscou, en récupérant un certain nombre de boyards à ses côtés durant cette marche. Dimitri II fut couronné tsar en 1605, à la suite de l'assassinat du tsar Fédor II, fils de Boris Godounov.
Après une guerre civile et l'intervention des puissances régionales de la Pologne et de la Suède, et à la suite d'un soulèvement populaire mené par Ivan Bolotnikov, Dimitri II et sa garnison polonaise furent renversés par Vassili IV Chouiski, qui fut proclamé tsar en 1606. Pour conserver le trône, Vassili IV s'allia avec les Suédois durant la guerre d'Ingrie. Un second faux Dimitri, allié aux Polonais, parut et marcha vers Moscou avant de s'installer dans la localité de Touchino.
En 1609, la Pologne intervint dans les affaires de la Russie, captura Vassili IV Chouiski et occupa le Kremlin de Moscou. Un groupe de boyards de Russie signèrent en 1610 un traité de paix, en reconnaissant Ladislas IV Vasa, fils du roi Sigismond III de Pologne, comme le tsar de Russie. En 1611, un nouvel usurpateur, Dimitri III, apparut sur le territoire russe occupé par les Suédois mais fut rapidement arrêté et exécuté. La présence polonaise conduisit à un renouveau patriotique parmi les Russes, et une armée de volontaires financée par la famille Stroganoff fut formée à Nijni Novgorod et commandée par le prince Dmitri Pojarski et Kouzma Minine. Cette armée chassa les Polonais hors du Kremlin, et en 1613, une Zemski sobor proclama tsar le boyard Michel Ier de Russie, ce qui marqua le début de la dynastie des Romanov.
Pendant le temps des troubles, 80 % des terres autour de Moscou et de Novgorod sont désertes ou en friches. Les serviteurs de l’État profitent de ces désertions pour accroître leurs propriétés et surtout transformer le domaine viager (votchina) en fief héréditaire (pomestie), s’efforçant de faire tomber les tenanciers en servage.

## Les Romanov

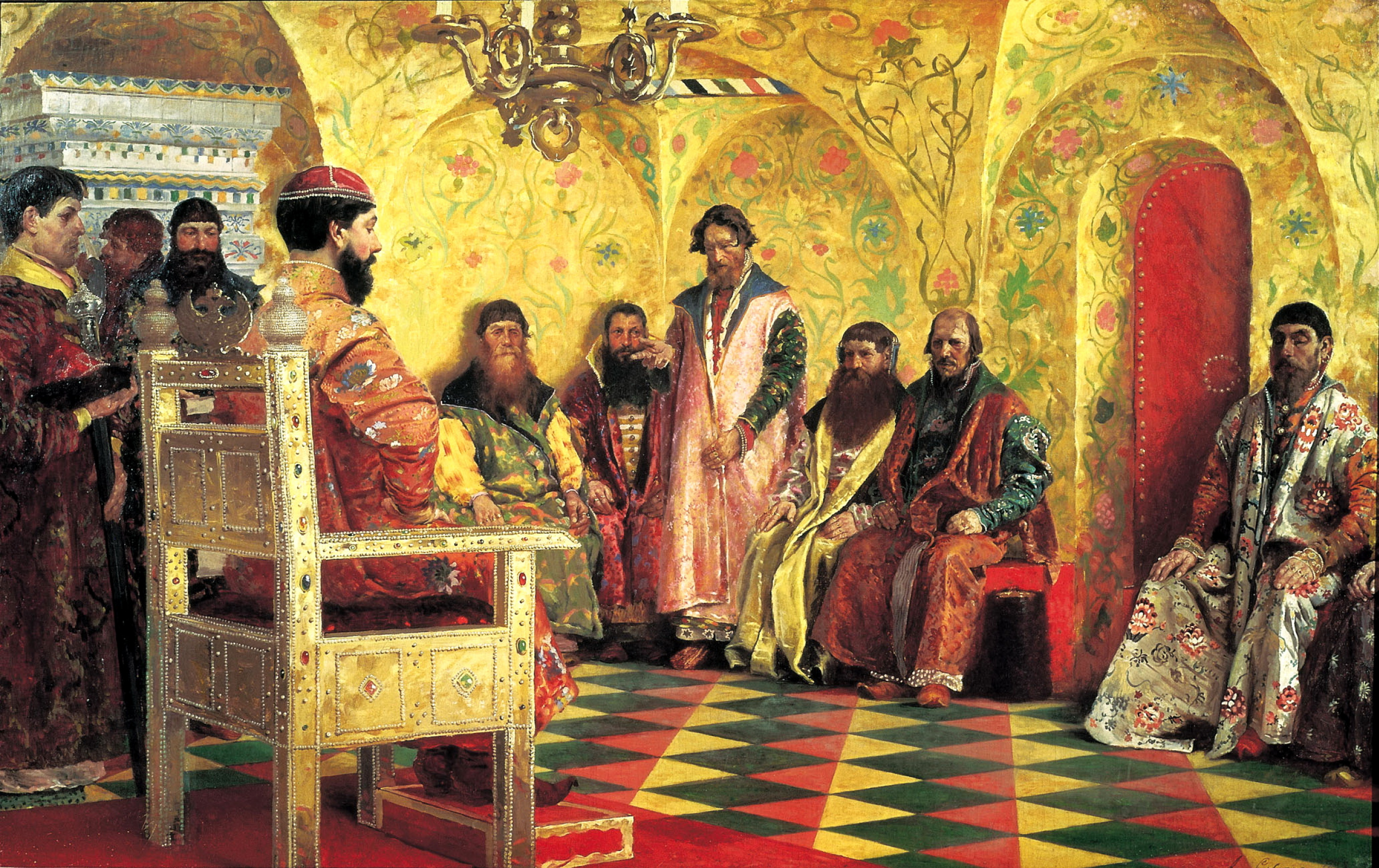
Le tsar Michel Ier à la session de Douma.

La nouvelle dynastie avait pour principale préoccupation de rétablir l'ordre et la sécurité militaire du pays. Ses principaux ennemis, la république des Deux Nations et la Suède, étant en conflit, la Russie profita de l'occasion pour signer une paix avec la Suède en 1617. La guerre polono-russe (1605-1618) prit fin, elle, par le traité de Deulino en 1618, qui reconnaissait à la république des Deux Nations le contrôle de Smolensk et de Tchernihiv qu'avait perdu le grand-duché de Lituanie en 1509.
Le début de la dynastie des Romanov est marqué par une relative faiblesse de ses dirigeants. Sous le règne de Michel Ier de Russie, les affaires furent prises en main par son père : Fédor Romanov, devenu en 1619 le patriarche de Moscou. Plus tard, le fils de Michel Ier Alexis Ier de Russie s'appuya sur un boyard, Boris Morozov, pour l'aider à gouverner, mais provoqua par une trop forte pression fiscale la Révolte du Sel.
Après une tentative infructueuse pour reprendre Smolensk à la Pologne en 1632, la Russie fit la paix avec celle-ci en 1634. Le roi de Pologne Ladislas IV Vasa, dont le père et le prédécesseur Sigismond III de Pologne avait été élu tsar par les boyards, durant le Temps des troubles, renonça par ce traité à toute prétention sur ce titre.

## Le code de 1649
Au XVIIe siècle, la bureaucratie moscovite s'élargit considérablement. Le nombre de ministères passa de vingt-deux en 1613 à quatre-vingts au milieu du siècle. Bien que les ministères avaient souvent des chevauchements de compétence, le gouvernement central, à travers les gouverneurs de province, fut en mesure de contrôler et de réglementer tous les groupes sociaux, ainsi que le commerce, l'artisanat, et même de l'Église orthodoxe.
Le Sobornoye Ulozheniye, un code juridique détaillé mis en place en 1649, illustrait l'ampleur du contrôle de l'État sur la société russe. À cette époque, les boyards s'étaient largement transformés en officiers de l'État, pour former une nouvelle noblesse, la dvoryanstvo. Depuis plus d'un siècle, l'État avait progressivement réduit les droits des paysans qui leur permettaient de changer de propriétaire, et le Sobornoye Ulozheniye officialisa ce statut de serf pour toute une partie de la paysannerie.
De nouvelles lois sanctionnèrent les serfs qui fuyaient leur boyard, qui avait un pouvoir absolu sur ses paysans. Ceux qui vivaient sur les terres de l'État ou des monastères n'étaient cependant pas considérés comme des serfs : ils étaient organisés en communes, qui étaient responsables des impôts et d'autres obligations. Comme des serfs, cependant, les paysans d'État étaient attachés à la terre qu'ils cultivaient. Les petits commerçants et les artisans avaient aussi une interdiction de changer de résidence. Tous les segments de la société étaient aussi soumis à des cotisations militaires et à des impôts à merci. En obligeant une grande partie de la population russe à ne pas changer de domicile, le code légal de 1649 restreignit leur mobilité pour les obliger à se soumettre à l'autorité de l'État.

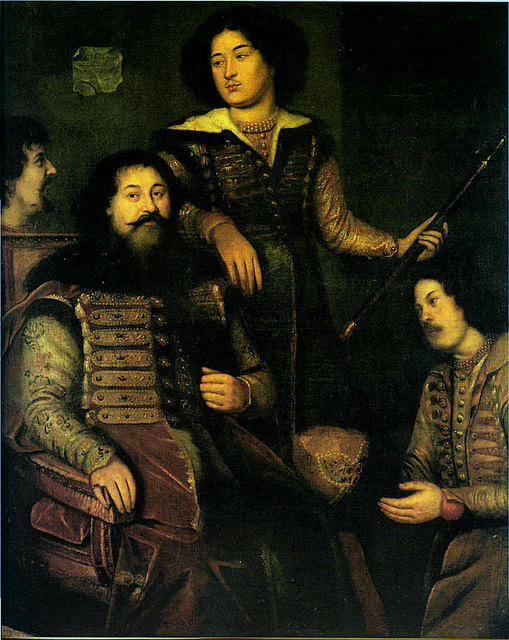
Une ambassade russe à Londres, 1662

Ce code par l'augmentation des impôts de l'État et ces obligations exacerba le mécontentement qui couvait depuis le Temps des troubles. Dans les années 1650 et 1660, le nombre d'évasions de paysans augmenta de façon spectaculaire, notamment vers le Don où étaient situés les cosaques du Don. Un soulèvement se produisit dans la région de la Volga en 1670 et en 1671. Stenka Razine, un cosaque qui était originaire de la région du Don, mena une révolte aidé de Cosaques et de serfs échappés. Le soulèvement toucha la vallée de la Volga et menaça même Moscou. Les troupes tsaristes finirent par défaire la rébellion.

## Extension en Ukraine
La Russie continua son expansion territoriale au XVIIe siècle, notamment dans l'est de l'Ukraine (terme signifiant « marche frontalière »), auparavant contrôlé par la république des Deux Nations. Les Zaporogues, des cosaques organisés en formations militaires, vivaient dans cette zone frontière entre la Pologne, le khanat de Crimée et la Russie. Bien qu'ils aient servi dans l'armée polonaise en tant que mercenaires, ces Cosaques zaporogues étaient restés autonomes et s'étaient rebellés un certain nombre de fois contre la noblesse polonaise. En 1648, des paysans d'Ukraine rejoignirent les Cosaques durant le soulèvement de Khmelnitski, essentiellement à cause de l'oppression sociale et religieuse polonaise. Les Ukrainiens s'étaient alliés aux Tatars de Crimée pour les aider contre la république des Deux Nations, cependant les Polonais réussirent à convaincre les Tatars de se joindre à eux, ce qui poussa les cosaques ukrainiens à demander une aide extérieure.
En 1654, sous le règne d'Alexis Ier de Russie, le chef ukrainien Bogdan Khmelnitski, fit passer l'Ukraine centrale sous protectorat russe par le traité de Pereïaslav, ce qui conduisit à une longue guerre entre la Pologne et la Russie. La trêve d'Androussovo mit fin au conflit en 1667 et divisa l'Ukraine en deux le long du Dniepr, la rive droite restant dans la république des Deux Nations et la rive gauche passant sous le contrôle de l'Hetmanat cosaque sous suzeraineté du tsarat de Russie.

## Le Raskol
L'expansion vers le sud-ouest de la Russie, en particulier avec l'incorporation de l'Est de l'Ukraine, avait eu pour conséquences l'introduction de courants intellectuels humanistes. Grâce à l'Académie de Kiev, la Russie fut influencée par la Pologne et influença à son tour le reste du monde orthodoxe. Cela stimula la créativité dans de nombreux domaines, tout en transformant les pratiques religieuses traditionnelles de Russie, ainsi que sa culture. L'Église orthodoxe russe découvrit que son éloignement par rapport à Constantinople avait entraîné des variations entre leurs pratiques religieuses.
Le patriarche orthodoxe russe, Nikôn de Moscou était déterminé à mettre les textes et les pratiques russes en conformité avec les textes et pratiques grecs, mais aussi avec les sciences, notamment dans le domaine du calendrier. Cependant, Nikôn se heurta à une ferme opposition religieuse et sociale qui prit ces corrections pour une entorse inadmissible aux traditions et à la foi orthodoxe russe. En 1667, quand les réformes de Nikon furent promulguées, un schisme se produisit : ceux qui n'acceptaient pas ces réformes furent désignés comme « vieux croyants ». Les autorités ecclésiastiques déclarèrent ce courant « hérétique » : il fut violemment persécuté par l'Église et l'État, en commençant par son porte-parole, l'archiprêtre Avvakoum qui fut mis au bûcher en 1682. Mais le schisme perdura, les vieux-croyants persécutés étant, en outre, adeptes de la simplicité, de la modestie et de la sobriété (православна вера, pravoslavna véra), et accordant les sacrements gratuitement, contrairement aux popes réguliers.

## La conquête de la Sibérie

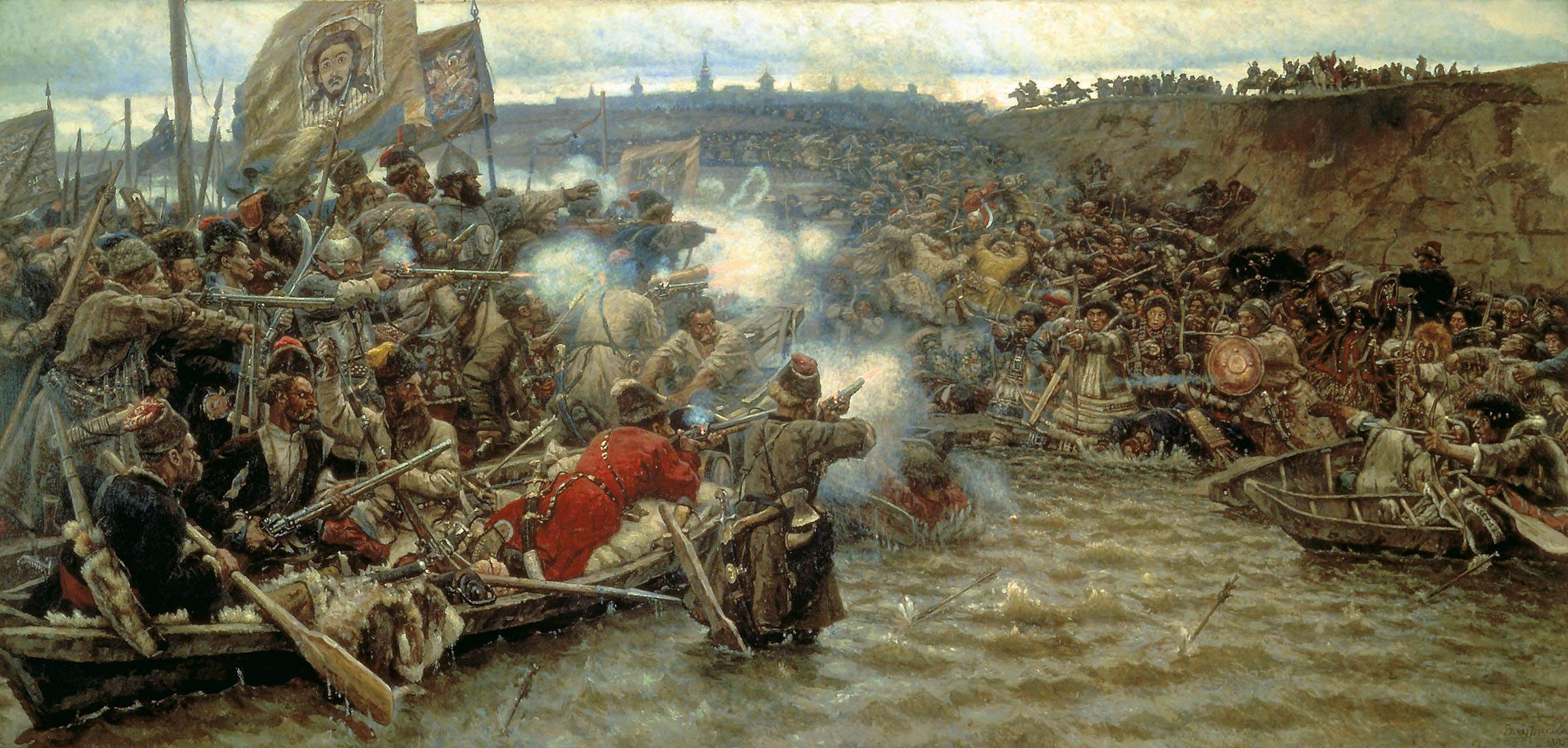
La conquête de la Sibérie par Yermak, par Vassili Sourikov (1895)

L'expansion de la Russie vers l'est rencontra une résistance relativement faible. En 1581, la famille de marchands Stroganov s'intéressa au commerce des fourrures et embaucha un cosaque, Ermak Timofeïévitch, pour mener une expédition dans la Sibérie occidentale. Ermak défit le khanat de Sibir et réclama les territoires à l'ouest des rivières Ob et Irtych pour la Russie.
À partir de bases telles que celle de Mangazeïa, les commerçants et les explorateurs allèrent à l'est de l'Ob et du Ienisseï, jusqu'à la Léna et vers la côte de l'océan Pacifique. En 1648, le cosaque Simon Dejnev ouvrit un passage entre l'Amérique et l'Asie. Vers le milieu du XVIIe siècle, les Russes avaient même atteint la rivière Amour (fleuve).
Après une période de conflit avec la dynastie des Qing maître de l'empire chinois, la Russie fit la paix avec la Chine en 1689. Par le Traité de Nertchinsk, la Russie renonça à la Mandchourie et à la basse vallée de l'Amour tandis que la Chine renonçait à la région à l'est du lac Baïkal (dite « Transbaïkalie » par les Russes) et ouvrit aux Russes une route commerciale vers Pékin.